# Bjällerups församling
Bjällerups församling var en församling i Lunds stift och Staffanstorps kommun. Församlingen uppgick 2000 i S:t Staffans församling.

## Administrativ historik
Församlingen har medeltida ursprung.
Församlingen utgjorde till omkring 1647 ett eget pastorat för att därefter till 1946 vara moderförsamling i pastoratet Bjällerup och Stora Råby. Från 1946 till 1962 var församlingen annexförsamling i pastoratet Kyrkheddinge, Esarp, Bjällerup och Stora Råby. Från 1962 till 1964 var den annexförsamling i pastoratet Brågerup, Nevishög, Kyrkheddinge, Esarp och Bjällerup, från 1964 annexförsamling  i pastoratet Staffanstorp, Kyrkheddinge, Esarp och Bjällerup. Församlingen uppgick 2000 i S:t Staffans församling.

## Kyrkobyggnader
- Bjällerups kyrka